# Necesidades humanas fundamentales

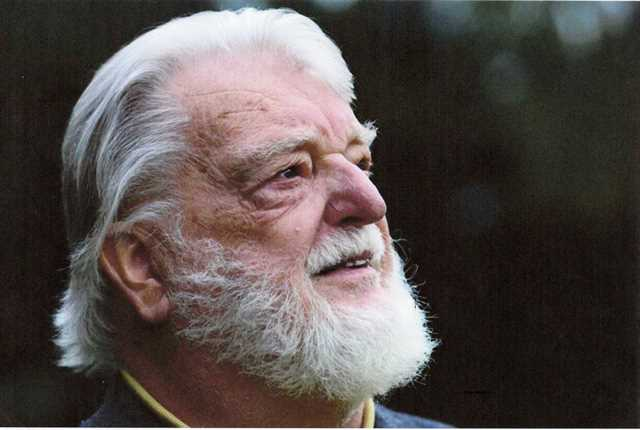
Manfred Max-Neef

En el marco del desarrollo a escala humana ideado por Manfred Max-Neef, Antonio Elizalde y Martin Hopenhayn, las necesidades humanas se abordan desde una perspectiva ontológica (propia de la condición del ser humano), siendo pocas, finitas y bien clasificables (a diferencia de la idea económica convencional que defiende que son infinitas e insaciables). Son también constantes a través de todas las culturas humanas y de todos los periodos históricos, siendo las estrategias de satisfacción de esas necesidades las que cambian con el tiempo y entre las culturas. Las necesidades humanas pueden ser entendidas como un sistema en el que no existen jerarquías, a diferencia de los postulados de psicólogos occidentales como Maslow. La simultaneidad, la complementariedad y la no comercialidad son características del proceso de satisfacción de necesidades.

## Pobreza
El enfoque de la satisfacción de las necesidades humanas permite reformular el concepto de pobreza. El tradicional es muy limitado o restringido en razón de hacer referencia sólo a personas ubicadas por debajo de un umbral determinado de ingreso. Se sugiere hablar de pobrezas, antes que de pobreza. Se explica lo anterior al admitir que una necesidad humana no satisfecha genera una pobreza humana. A manera de ilustración se sostiene que la pobreza de subsistencia deviene de una insuficiente alimentación o abrigo; debido a lo anterior, se tienen pobrezas diversas como: de subsistencia (por alimentación, abrigo o trabajo); de protección (por el sistema de salud, cuidado, seguridad social); de afecto (por opresión, violencia familiar, medio ambiente); de entendimiento (por aspectos educativos, conciencia crítica) y así sucesivamente para otras necesidades axiológicas.

## Tres postulados básicos
Manfred Max-Neef, Antonio Elizalde y Martín Hopenhayn han definido tres postulados básicos relacionados con el desarrollo:
1. “El desarrollo se refiere a las personas y no a los objetos".
2. “Las necesidades humanas fundamentales son finitas, pocas y clasificables”.
3. “Las necesidades humanas fundamentales son las mismas en todas las culturas y en todos los períodos históricos, lo que cambia, a través del tiempo y de las culturas, es la manera o los medios utilizados para la satisfacción de las necesidades”. Cada sistema económico, social y político adopta diferentes estilos para la satisfacción de las mismas necesidades humanas fundamentales. En cada sistema, éstas se satisfacen (o no) a través de la generación (o no generación) de diferentes tipos de satisfactores. Uno de los aspectos que define una cultura es su elección de satisfactores. Las necesidades humanas fundamentales de un individuo que pertenece a una sociedad consumista son las mismas del que pertenece a una sociedad ascética, lo que cambia es la cantidad y calidad de los satisfactores elegidos, y/o las posibilidades de tener acceso a los satisfactores requeridos. Lo que está culturalmente determinado no son las necesidades humanas fundamentales, sino los satisfactores de esas necesidades. El cambio cultural es consecuencia, entre otras cosas, de abandonar satisfactores tradicionales para reemplazarlos por otros nuevos y diferentes.[5]

## Enfoque
La escuela de Desarrollo a Escala Humana está "enfocada hacia la satisfacción de las necesidades humanas fundamentales, la generación de crecientes niveles de auto-confianza, y la articulación de relaciones orgánicas de las personas con la naturaleza y la tecnología, de procesos globales con la actividad local, de lo personal con lo social, de la planificación con la autonomía, y de la sociedad civil con el estado."
Una de sus aplicaciones de esta teoría podemos encontrarla en el campo del Desarrollo Sostenible Estratégico, donde las Necesidades Humanas Fundamentales individuales y la mecánica colectiva de necesidades conformarían una sociedad sostenible;

## Necesidades humanas
La persona es un ser de necesidades múltiples e interdependientes. Por ello las necesidades humanas deben entenderse como un sistema en que las mismas se interrelacionan e interactúan. Simultaneidades, complementariedades y compensaciones (Trade-offs) son características de las necesidades.

## Clasificación de las necesidades fundamentales
Max-Neef clasifica las necesidades humanas fundamentales en las siguientes: 
- Subsistencia
- Protección
- Afecto
- Entendimiento
- Participación
- Ocio
- Creación
- Identidad
- Libertad

Las necesidades son también definidas según las categorías existenciales de ser, tener, hacer y estar; y, a partir de estas dimensiones, podría construirse una matriz de 36 cuadros:
| Necesidad     | Ser (características)                                         | Tener (herramientas)                                     | Hacer (acciones)                                              | Estar (espacios)                                           |
| ------------- | ------------------------------------------------------------- | -------------------------------------------------------- | ------------------------------------------------------------- | ---------------------------------------------------------- |
| Subsistencia  | Salud física y mental                                         | Alimentación, vivienda, trabajo                          | Comer, vestir, descansar, trabajar                            | Entorno, encuadre social                                   |
| Protección    | Cuidado, adaptabilidad, autonomía                             | Seguridad social, sistema de salud, trabajo              | cooperar, planificar, cuidar de, ayudar                       | Entorno social, habitación                                 |
| Afecto        | Respeto, sentido del humor, generosidad, sensualidad          | Amistades, familia, relaciones con la naturaleza         | Compartir, cuidar de, hacer el amor, expresar emociones       | Intimidad, espacios íntimos                                |
| Entendimiento | Capacidad crítica, curiosidad, intuición                      | Literatura, profesores, políticas, educación             | Analizar, estudiar, meditar, investigar,                      | Escuelas, familias, universidades, comunidades,            |
| Participación | Receptividad, dedicación, sentido del humor                   | Responsabilidades, deberes, trabajo, derechos            | Cooperar, disentir, expresar opiniones                        | Asociaciones, partidos, iglesias, barrios                  |
| Ocio          | Imaginación, tranquilidad, espontaneidad                      | Juegos, fiestas, paz mental                              | Soñar despierto, recordar, relajarse, divertirse              | Paisajes, espacios íntimos, sitios para estar solo         |
| Creación      | Imaginación, audacia, inventiva, curiosidad                   | Capacidades, habilidades, trabajo, técnicas              | Inventar, construir, diseñar, trabajar, componer, interpretar | Espacios para la expresión, talleres, audiencias           |
| Identidad     | Sentido de pertenencia, autoestima, consistencia              | Lengua, religiones, trabajo, costumbres, valores, normas | Conocerse a uno mismo, crecer, comprometerse                  | Lugares de los que uno se siente parte, lugares habituales |
| Libertad      | Autonomía, pasión autorrealización, autoestima, mente abierta | Igualdad de derechos                                     | Disentir, escoger, arriesgarse, concienciarse                 | Cualquier lugar                                            |

Max-Neef diferencia además distintos tipos de satisfactores:
1. Sinérgicos: Son aquellos que por la forma en que satisfacen una necesidad determinada, estimulan y contribuyen a la satisfacción simultánea de otras necesidades. Su principal atributo es el de ser contra hegemónicos en el sentido de que revierten racionalidades dominantes tales como las de competencia y coacción.
2. Singulares: Son aquellos que apuntan a la satisfacción de una sola necesidad siendo neutros respecto a la satisfacción de otras necesidades. Son característicos de los planes y programas de desarrollo de cooperación y asistencia. Su principal atributo es el de ser institucionalizados, ya que, tanto en la organización del Estado como en la organización civil, su generación suele estar vinculada a instituciones, sean estas Ministerios, otras reparticiones públicas o empresas de diversos tipos.
3. Inhibidores: Son aquellos que por el modo en que satisfacen (generalmente sobre-satisfacen) una necesidad determinada, dificultan seriamente la posibilidad de satisfacer otras necesidades. Su atributo es que, salvo excepciones, se hallan ritualizados, en el sentido de que suelen emanar de hábitos arraigados.
4. Pseudo-satisfactores: Son elementos que estimulan una falsa sensación de satisfacción de una necesidad determinada. Sin la agresividad de los violadores o destructores, pueden en ocasiones aniquilar en un plazo mediano, la posibilidad de satisfacer la necesidad a que originalmente apuntan. Su atributo especial es que generalmente son inducidos a través de propagandas, publicidades u otros medios de persuasión.
5. Violadores: Son elementos de efecto paradojal. Al ser aplicados con la intención de satisfacer una determinada necesidad, no sólo aniquilan la posibilidad de su satisfacción en un plazo mediato, sino que imposibilitan, por sus efectos colaterales, la satisfacción adecuada de otras necesidades. Estos elementos paradojales parecen estar vinculados preferencialemnte a la necesidad de protección. Esta necesidad puede provocar comportamientos humanos aberrantes, en la medida en que su satisfacción va acompañada del miedo. El atributo especial de los violadores es que siempre son impuestos.[10]

## Desarrollo y autodependencia
Los análisis de la obra de Max-Neef parten sobre todo de las formas de dependencia económica, financiera, tecnológica y cultural de los países en desarrollo con respecto a los más desarrollados y que generan y refuerzan procesos de dominación. Analiza las múltiples dependencias que inhiben un desarrollo orientado hacia la autodependencia y la satisfacción de las necesidades. Max-Neef afirma lo siguiente:
"La satisfacción de las necesidades... se ve inhibida por las exigencias que, de manera explícita o soterrada, los centros internacionales del poder hacen a la periferia en cuestión de modelos políticos, pautas de crecimiento económico, patrones culturales, incorporación de tecnologías, opciones de consumo, relaciones de intercambio y formas de resolver los conflictos sociales. La aceptación de tales exigencias no sólo se nutre de las dependencias, sino que además las refuerza".
Al hablar de la autodependencia, no se refiere al aislamiento, sino a una interdependencia horizontal, sin relaciones autoritarias y la autodependencia puede combinar los objetivos de desarrollo económico con los de justicia social, libertad y desarrollo personal. 
Puesto que la dominación frustra la satisfacción de un gran número de las necesidades humanas, es vital la generación de la autodependencia por medio de un protagonismo verdadero de las personas en los distintos espacios y ámbitos para impulsar los procesos de desarrollo con efecto sinérgico.
Solo la generación de autodependencia, el protagonismo real de las personas en su ámbito de pertenencia, puede impulsar procesos de desarrollo sinérgicos en la satisfacción de las necesidades fundamentales humanas. Por autodependencia se entiende interdependencia horizontal, y se opone tanto a dependencia como a aislamiento. En el fondo se trata de fomentar la participación en la toma de decisiones, la creatividad social, la autonomía política, la justa distribución de la riqueza y la tolerancia frente a la diversidad de identidades.

## La pobreza y las pobrezas
El sistema propuesto permite la reinterpretación del concepto de pobreza. El concepto tradicional es limitado y restringido, puesto que se refiere exclusivamente a la situación de aquellas personas que pueden clasificarse por debajo de un determinado umbral de ingreso. La noción es estrictamente economicista.
Sugerimos no hablar de pobreza, sino de pobrezas. De hecho, cualquier necesidad humana fundamental que no es adecuadamente satisfecha revela una pobreza humana. La pobreza de subsistencia (debido a alimentación y abrigo insuficientes), de protección (debido a sistemas de salud insuficientes, a la violencia, la carrera armamentista, etc.), de afecto (debido al autoritarismo, a la opresión, a las relaciones de explotación con el medio ambiente natural, etc.), de entendimiento (debido a la deficiente calidad de la educación), de participación (debido a la marginación y a la discriminación de las mujeres, los niños y las minorías), de identidad (debido a la imposición de valores extraños a culturas locales y regionales, emigración forzada, exilio político, etc.) y así sucesivamente.
Pero las pobrezas no son sólo pobrezas. Son mucho más que eso. Cada pobreza genera patologías, toda vez que rebasa límites críticos de intensidad y de duración. Esta es una observación medular que conviene ilustrar.

## Economía y patologías
La gran mayoría de los analistas económicos estarían de acuerdo en que el crecimiento generalizado del desempleo, por una parte, y la magnitud del endeudamiento externo del Tercer Mundo, por otra, constituyen dos de los problemas económicos más importantes del mundo actual. Para el caso de algunos países de América Latina habría que agregar el de la hiperinflación.

## Otras teorías
Desarrollo de Escala humana: Concepción, aplicación y reflexiones más lejanas. Por Manfred Un. Max-Neef con contribuciones de Antonio Elizalde Martin Hopenhayn (1991)
La búsqueda reciente aparece para validar la existencia de necesidades humanas universales.
Otra búsqueda en el ramo de las necesidades humanas universales por Damien Soitout en el 2016 demuestra que existen 6 necesidades humanas fundamentales.
- 4 necesidades psicológicas
  - La certeza: La necesidad de sentirse seguro, cómodo, estable, protegido y la necesidad de tener capacidad de predicción en nuestras vidas.
  - La incertidumbre: La necesidad de sentirse diferente, desafiado, a riesgo de cambio, de emoción, de sorpresa y de entretenimiento en nuestras vidas.
  - La Importancia: La necesidad de sentirse importante, logro, respeto, especial, necesario, deseado y único en nuestras vidas.
  - Conexión/Amor: La necesidad de sentir la unión, la pasión, la unidad, el calor, el deseo y el amor en nuestras vidas.
- 2 necesidades espirituales
  - El crecimiento: La necesidad de sentir que nos estamos desarrollando, aprendiendo, fortaleciendo, expandiendo y cultivando a nosotros mismos.
  - La contribución: La necesidad de sentir que estamos dando, donando, dejando nuestra marca, sirviendo, ofreciendo y contribuyendo a los demás.

Las primeras cuatro necesidades son esenciales para la supervivencia humana y deben satisfacerse diariamente. Las dos últimas necesidades son las necesidades del espíritu, y no todos encuentran una manera de satisfacerlas, aunque son necesarias para una realización duradera en la vida.